# Orthetrum macrostigma
Orthetrum macrostigma là một loài chuồn chuồn ngô thuộc họ Libellulidae. Nó được tìm thấy ở Cộng hòa Dân chủ Congo, Mozambique, và có thể Zambia. Các môi trường sống tự nhiên của chúng là đầm lầy, đầm nước ngọt, và đầm nước ngọt có nước theo mùa.